# Parafrasi
La parafrasi (dal latino paraphrăsis, dal greco παράφρασις, traducibile con "riformulazione") è in generale la trasformazione del registro di un testo mantenendone la riconoscibilità o l'assonanza con l'originale.
La parafrasi   agisce rispetto al  periodo linguistico mediante modifiche del testo per finalità interpretative, quindi si differenzia dalla epifrasi (parola affine) che indica aggiunte di testo.

## Linguaggio
Nel testo scritto si tratta di una riformulazione di un registro linguistico distante, sia esso arcaico, elevato, poetico o riferito solitamente a diverso contesto. La parafrasi è caratterizzata in genere da intento "umile": quello di affiancare a un testo di partenza giudicato difficile (in quanto scritto in italiano antico o letterario) una versione in prosa corrente che ne appiani le difficoltà lessicali e semantiche  (sostituendo o illustrando parole difficili), sintattiche (trasformando frasi complesse in frasi lineari) o contenutistiche (spiegando nomi e dati poco noti). Il fondamentale presupposto della parafrasi è rappresentato dalla esatta comprensione del testo di partenza in tutti i suoi particolari e la capacità di rendere comprensibile quel testo a un pubblico diverso da quello per il quale è stato concepito.
Il processo di parafrasi prevede dunque operazioni come la ricostruzione sintattica, la sostituzione degli arcaismi, l'esplicitazione delle figure retoriche; nel testo poetico, la struttura non deve esser alterata, mantenendo i versi della stessa lunghezza. Possono anche essere operati dei chiarimenti di alcuni punti del testo. Una buona parafrasi include tutti i dettagli e rende il testo originale più semplice da comprendere: dato che il testo risultante è normalmente più ampio del testo di partenza, questa operazione si oppone a quella del riassunto. Inevitabile effetto, per così dire "collaterale", della parafrasi la perdita del profondo rapporto tra significante e significato, tipico della comunicazione letteraria e fulcro dei testi poetici.
Lo scopo della parafrasi per l'autore è la verifica simultanea sia della comprensione della lingua arcaica, o poetica, che della propria competenza di riformulazione lessicale e sintattica: pertanto la parafrasi è generalmente usata come esercizio scolastico. Dai Progimnasmi di Elio Teone sappiamo che già in epoca antica l'elaborazione di una parafrasi costituiva uno degli esercizi preparatori allo studio della retorica (Προγυμνάσματα, 1, 14). La creazione di una parafrasi era usata come esercizio anche nella retorica medioevale: agli studenti veniva richiesto di scrivere parafrasi di poesie del periodo classico.
In chiave più moderna la parafrasi si riferisce allo sfruttamento di espressioni o stilemi in campi diversi da quello originario, in genere tramite la sostituzione di parole chiave, al fine di creare frasi ad effetto, più frequentemente in ambito commerciale e pubblicitario.

## LaParafrasi greca delle Istituzioni
Nella cultura giuridica ebbe grande fortuna la Parafrasi greca delle Istituzioni, eseguita nel VI secolo da Teofilo Antecessore, traducendo e semplificando in greco per un pubblico di studenti e funzionari ellenizzato le Istitutioni di Giustiniano, che costituivano il primo libro del Corpus iuris.